# Bahnhof Københavns Lufthavn, Kastrup
Københavns Lufthavn, Kastrup im Ortsteil Kastrup ist ein Tunnelbahnhof des Flughafens Kopenhagen-Kastrup, dem internationalen Verkehrsflughafen der dänischen Hauptstadt Kopenhagen. Das Bahnhofskürzel ist Cph, ebenso wie das IATA-Kürzel des Flughafens (CPH). Umgangssprachlich, auch unter Eisenbahnern, wird der Bahnhof meist Kastrup genannt, obwohl dies auch der Name einer 1 km nördlich gelegenen Metrostation ist.
Der Bahnhof wird täglich von ca. 20.000 Reisenden genutzt. Die komplette Bahnhofsanlage befindet sich unterhalb des Terminals mit 2 Gleisen an zwei Seitenbahnsteigen, die in Ost-West-Richtung an der Öresundbahn entlang verlaufen. Bahnsteige und Wände wurden mit edlen Steinarten verkleidet. Der Bahnhof ist außerdem mit speziell designten Lampen und Schildern ausgestattet. An den Gleisen halten der Öresundzug zwischen Kopenhagen und Malmö sowie mehrere InterCity-Linien. Der Bahnhof ist Grenzbahnhof zu Schweden.
Eine Abzweigung vom Bahnhof führt zum etwa 2 km südöstlich an der Öresundküste hinter dem Flughafen gelegenen Betriebsbahnhof Klargøringscenter Kastrup (Kgc), wo die Intercityzüge ihren Ausgangspunkt haben.
Nördlich vom Bahnhof gibt es eine Umgehungsbahn, die überwiegend oberirdisch verläuft und Güterzüge der Öresundbahn um den Tunnelbahnhof herum leitet.

## Geschichte
Die Station wurde am 27. September 1998 als Teil der zu dieser Zeit noch im Bau befindlichen Öresundverbindung zwischen Kopenhagen und Malmö eröffnet.

## Verkehrsanbindung
Über Rolltreppen ist der Bahnhof direkt mit dem Terminal 3 des Flughafens verbunden. Durch Lift oder Treppen wird die Metrostation Lufthavnen der Linie M2, die als Hochbahn rechtwinklig zur Eisenbahn liegt, erreicht.
Es bestehen Umsteigemöglichkeiten zu Stadt- und Fernbuslinien.